# アテナイオス (将軍)
アテナイオス（希：Ἀθήναιος、ラテン文字転記：Athenaios、紀元前4世紀、生没年不明）はアンティゴノス1世に仕えた将軍である。
それ以前の経歴は不明であるが、紀元前312年にアンティゴノスはナバテア人を征服するため、アテナイオスを軽装歩兵4000人と騎兵600騎と共に送った。アテナイオスはナバテア人の男たちが部族の集会のために出払っていた隙を突き、財産と共にナバテア人の女子供や老人が残された岩山へと向かい、奴隷とするために彼らを捕らえて財産を奪った。しかし、これを知ったナバテア人の男たちはアテナイオスの軍を追跡した。そして、無防備に眠りこけていたアテナイオスの軍に攻撃を仕掛けて多数を殺傷し、財産と捕虜を奪い返した。この時、逃げおおせたアテナイオスの兵は50人足らずだった。それ以降のアテナイオスの経歴、生死は不明である。

## 註
1. ↑  ディオドロス, XIX. 94
2. ↑  ディオドロス, XIX. 95